# Prima coniugazione latina
La prima coniugazione verbale della lingua latina presenta come vocale caratteristica la -a-. Comprende più della metà dei verbi latini.
Un verbo regolare della prima coniugazione che potrebbe essere preso ad esempio è laudo, -as, -avi, -atum, -are ("lodare").

## Formazione del perfetto
I verbi della prima coniugazione possono formare il perfetto in quattro modi diversi, formando quattro gruppi elencati per frequenza descrescente:
- in -vi: laudo, laudas, laudavi, laudatum, laudare;
- in -ui: crepo, crepas, crepui, crepitum, crepare;
- in -i: lavo, lavas, lavi, lautum (o lavatum), lavare;
- perfetto ottenuto per raddoppiamento del tema: solo due verbi e i loro derivati:
  - do, das, dedi, datum, dare
  - sto, stas, steti, statum, stare

## Attivo

### Tempi derivati dal tema del presente
| Indicativo presente | Singolare | Plurale    |
| ------------------- | --------- | ---------- |
| 1ª persona          | laud-o    | laud-a-mus |
| 2ª persona          | laud-a-s  | laud-a-tis |
| 3ª persona          | laud-a-t  | laud-a-nt  |

| Indicativo imperfetto | Singolare   | Plurale       |
| --------------------- | ----------- | ------------- |
| 1ª persona            | laud-a-ba-m | laud-a-ba-mus |
| 2ª persona            | laud-a-ba-s | laud-a-ba-tis |
| 3ª persona            | laud-a-ba-t | laud-a-ba-nt  |

| Indicativo futuro semplice | Singolare   | Plurale       |
| -------------------------- | ----------- | ------------- |
| 1ª persona                 | laud-a-b-o  | laud-a-bi-mus |
| 2ª persona                 | laud-a-bi-s | laud-a-bi-tis |
| 3ª persona                 | laud-a-bi-t | laud-a-bu-nt  |

| Congiuntivo presente | Singolare | Plurale    |
| -------------------- | --------- | ---------- |
| 1ª persona           | laud-e-m  | laud-e-mus |
| 2ª persona           | laud-e-s  | laud-e-tis |
| 3ª persona           | laud-e-t  | laud-e-nt  |

| Congiuntivo imperfetto | Singolare   | Plurale       |
| ---------------------- | ----------- | ------------- |
| 1ª persona             | laud-a-re-m | laud-a-re-mus |
| 2ª persona             | laud-a-re-s | laud-a-re-tis |
| 3ª persona             | laud-a-re-t | laud-a-re-nt  |

| Imperativo presente | Singolare | Plurale   |
| ------------------- | --------- | --------- |
| 2ª persona          | laud-a    | laud-a-te |

| Imperativo futuro | Singolare | Plurale     |
| ----------------- | --------- | ----------- |
| 2ª persona        | laud-a-to | laud-a-tote |
| 3ª persona        | laud-a-to | laud-a-nto  |

| Infinito presente | laud-a-re |

| Participio presente | laud-a-ns |

| Gerundio | laud-a-nd-i (genitivo) | laud-a-nd-o (dativo) | laud-a-nd-um (accusativo) | laud-a-nd-o (ablativo) |

### Tempi derivati dal tema del perfetto
| Indicativo perfetto | Singolare   | Plurale      |
| ------------------- | ----------- | ------------ |
| 1ª persona          | laudav-i    | laudav-imus  |
| 2ª persona          | laudav-isti | laudav-istis |
| 3ª persona          | laudav-it   | laudav-erunt |

| Indicativo piuccheperfetto | Singolare    | Plurale        |
| -------------------------- | ------------ | -------------- |
| 1ª persona                 | laudav-era-m | laudav-era-mus |
| 2ª persona                 | laudav-era-s | laudav-era-tis |
| 3ª persona                 | laudav-era-t | laudav-era-nt  |

| Indicativo futuro anteriore | Singolare    | Plurale        |
| --------------------------- | ------------ | -------------- |
| 1ª persona                  | laudav-er-o  | laudav-eri-mus |
| 2ª persona                  | laudav-eri-s | laudav-eri-tis |
| 3ª persona                  | laudav-eri-t | laudav-eri-nt  |

| Congiuntivo perfetto | Singolare    | Plurale        |
| -------------------- | ------------ | -------------- |
| 1ª persona           | laudav-eri-m | laudav-eri-mus |
| 2ª persona           | laudav-eri-s | laudav-eri-tis |
| 3ª persona           | laudav-eri-t | laudav-eri-nt  |

| Congiuntivo piuccheperfetto | Singolare     | Plurale         |
| --------------------------- | ------------- | --------------- |
| 1ª persona                  | laudav-isse-m | laudav-isse-mus |
| 2ª persona                  | laudav-isse-s | laudav-isse-tis |
| 3ª persona                  | laudav-isse-t | laudav-isse-nt  |

| Infinito perfetto | laudav-isse |

### Tempi derivati dal tema del supino
| Supino | laudat-um |

| Infinito futuro | laudat-urum esse (declinabile) |

| Participio futuro | laudat-urus (declinabile) |

## Passivo

### Tempi derivati dal tema del presente
| Indicativo presente | Singolare  | Plurale     |
| ------------------- | ---------- | ----------- |
| 1ª persona          | laud-or    | laud-a-mur  |
| 2ª persona          | laud-a-ris | laud-a-mini |
| 3ª persona          | laud-a-tur | laud-a-ntur |

| Indicativo imperfetto | Singolare     | Plurale        |
| --------------------- | ------------- | -------------- |
| 1ª persona            | laud-a-ba-r   | laud-a-ba-mur  |
| 2ª persona            | laud-a-ba-ris | laud-a-ba-mini |
| 3ª persona            | laud-a-ba-tur | laud-a-ba-ntur |

| Indicativo futuro semplice | Singolare     | Plurale        |
| -------------------------- | ------------- | -------------- |
| 1ª persona                 | laud-a-b-or   | laud-a-bi-mur  |
| 2ª persona                 | laud-a-b-eris | laud-a-bi-mini |
| 3ª persona                 | laud-a-bi-tur | laud-a-bu-ntur |

| Congiuntivo presente | Singolare  | Plurale     |
| -------------------- | ---------- | ----------- |
| 1ª persona           | laud-e-r   | laud-e-mur  |
| 2ª persona           | laud-e-ris | laud-e-mini |
| 3ª persona           | laud-e-tur | laud-e-ntur |

| Congiuntivo imperfetto | Singolare    | Plurale       |
| ---------------------- | ------------ | ------------- |
| 1ª persona             | laud-are-r   | laud-are-mur  |
| 2ª persona             | laud-are-ris | laud-are-mini |
| 3ª persona             | laud-are-tur | laud-are-ntur |

| Imperativo presente | Singolare | Plurale     |
| ------------------- | --------- | ----------- |
| 2ª persona          | laud-are  | laud-a-mini |

| Imperativo futuro | Singolare  | Plurale     |
| ----------------- | ---------- | ----------- |
| 2ª persona        | laud-a-tor |             |
| 3ª persona        | laud-a-tor | laud-a-ntor |

| Infinito presente | laud-a-ri |

| Participio perfetto | laud-a-tus (declinabile) |

| Gerundivo | laud-a-nd-us (declinabile) |

### Tempi derivati dal tema del perfetto
| Indicativo perfetto | Singolare     | Plurale        |
| ------------------- | ------------- | -------------- |
| 1ª persona          | laudat-us sum | laudat-i sumus |
| 2ª persona          | laudat-us es  | laudat-i estis |
| 3ª persona          | laudat-us est | laudat-i sunt  |

| Indicativo piuccheperfetto | Singolare      | Plurale         |
| -------------------------- | -------------- | --------------- |
| 1ª persona                 | laudat-us eram | laudat-i eramus |
| 2ª persona                 | laudat-us eras | laudat-i eratis |
| 3ª persona                 | laudat-us erat | laudat-i erant  |

| Indicativo futuro anteriore | Singolare      | Plurale         |
| --------------------------- | -------------- | --------------- |
| 1ª persona                  | laudat-us ero  | laudat-i erimus |
| 2ª persona                  | laudat-us eris | laudat-i eritis |
| 3ª persona                  | laudat-us erit | laudat-i erunt  |

| Congiuntivo perfetto | Singolare     | Plurale        |
| -------------------- | ------------- | -------------- |
| 1ª persona           | laudat-us sim | laudat-i simus |
| 2ª persona           | laudat-us sis | laudat-i sitis |
| 3ª persona           | laudat-us sit | laudat-i sint  |

| Congiuntivo piuccheperfetto | Singolare       | Plurale          |
| --------------------------- | --------------- | ---------------- |
| 1ª persona                  | laudat-us essem | laudat-i essemus |
| 2ª persona                  | laudat-us esses | laudat-i essetis |
| 3ª persona                  | laudat-us esset | laudat-i essent  |

| Infinito perfetto | laudat-um esse |

| Infinito futuro | laudat-um iri |

| Supino | laudat-u |